# Kaspar von Mesmer-Saldern
Kaspar von Mesmer-Saldern (* 13. Januar 1849 auf Gut Annenhof bei Kiel; † 21. Juli 1883 in Kiel) war ein deutscher Verwaltungsjurist und Landrat.
Der Sohn des Hofjägermeisters Aimé von Mesmer-Saldern studierte Rechtswissenschaft zunächst an der Ruprecht-Karls-Universität Heidelberg. 1867 wurde er im Corps Guestphalia Heidelberg aktiv. Als Inaktiver wechselte er an die Georg-August-Universität Göttingen und die Christian-Albrechts-Universität zu Kiel. Er wurde am 19. Dezember 1877 Landrat des Kreises Rendsburg. Er legte das Amt im September 1881 krankheitsbedingt nieder und starb mit 34 Jahren.